# Loi arc sinus
En théorie des probabilités, les lois arc sinus sont un ensemble de lois de probabilité à densité dont le support est un intervalle compact. Elles sont un cas particulier de la loi bêta.

## Loi standard
Une variable aléatoire X suit  la loi arc sinus standard si sa fonction de répartition est donnée par :
{\displaystyle F(x)={\frac {2}{\pi }}\arcsin \left({\sqrt {x}}\right)={\frac {\arcsin(2x-1)}{\pi }}+{\frac {1}{2}},\forall {x}\in [0;1]}
pour 0 ≤ x ≤ 1, et dont la densité de probabilité est donnée par :
{\displaystyle f(x)={\frac {1}{\pi {\sqrt {x(1-x)}}}}}
sur ]0 ; 1[. La loi arc sinus standard est un cas particulier de la loi bêta avec les paramètres α = β = 1/2. Ainsi, si X est de loi arc sinus standard alors {\displaystyle X\sim {\rm {Beta}}({\tfrac {1}{2}},{\tfrac {1}{2}}).}

## Généralisation

### Support borné arbitraire
La loi peut être étendu à tout support borné [a ; b] par une simple transformation de la fonction de répartition
{\displaystyle F(x)={\frac {2}{\pi }}\arcsin \left({\sqrt {\frac {x-a}{b-a}}}\right)}
pour a ≤ x ≤ b, la densité de probabilité est ainsi
{\displaystyle f(x)={\frac {1}{\pi {\sqrt {(x-a)(b-x)}}}}}
sur ]a ; b[. Cette loi est notée arcsinus(a,b).

### Paramètre de forme
La loi arc sinus standard généralisée sur ]0 ; 1[. avec pour densité de probabilité
{\displaystyle f(x;\alpha )={\frac {\sin \pi \alpha }{\pi }}x^{-\alpha }(1-x)^{\alpha -1}}
est également un cas spécial de la loi bêta de paramètres {\displaystyle {\rm {Beta}}(1-\alpha ,\alpha )}. Le paramètre α est appelé paramètre de forme. Lorsque α = 1/2, cette loi est la loi arc sinus standard.

## Propriétés
- La loi arc sinus est stable par translation et par multiplication par un facteur positif :
  - Si {\displaystyle X\sim {\operatorname {arcsinus} }(a,b)\ {\text{alors }}kX+c\sim {\operatorname {arcsinus} }(ak+c,bk+c)}.
- La loi arc sinus sur ]–1 ; 1[ mise au carré est la loi arc sinus sur ]0 ; 1[ :
  - Si {\displaystyle X\sim {\operatorname {arcsinus} }(-1,1)\ {\text{alors }}X^{2}\sim {\operatorname {arcsinus} }(0,1)}.

## Relations avec d'autres lois
- Si U et V sont des variables indépendantes et identiquement distribuées de loi uniforme continue sur ]–π ; π[, alors sin(U), sin(2U), –cos(2U), sin(U + V), et sin(U - V) ont toutes la loi arc sinus standard.
- Si X est de loi arc sinus généralisée de paramètre de forme α et avec pour support l'intervalle fini [a ; b], alors {\displaystyle {\frac {X-a}{b-a}}\sim {\rm {Beta}}(1-\alpha ,\alpha )\ }.

## Loi limite du dernier retour à l'origine
On considère la marche aléatoire (Sn) définie comme la valeur atteinte après n lancers d'une pièce de monnaie équilibrée (pile = +1, face = -1). Tn est la variable aléatoire définie comme le dernier instant où S a atteint 0 sur [0 , 2n] :
{\displaystyle T_{n}=\max\{0\leq k\leq 2n,S_{k}=0\}}
Alors la variable aléatoire Tn/S2n converge en loi vers la loi arc sinus.